# Chambon-la-Forêt
Chambon-la-Forêt és un municipi francès, situat al departament del Loiret i a la regió de Centre – Vall del Loira. L'any 2007 tenia 715 habitants.

## Demografia

### Població
El 2007 la població de fet de Chambon-la-Forêt era de 715 persones. Hi havia 302 famílies, de les quals 84 eren unipersonals (32 homes vivint sols i 52 dones vivint soles), 101 parelles sense fills, 93 parelles amb fills i 24 famílies monoparentals amb fills.
La població ha evolucionat segons el següent gràfic:
Habitants censats

### Habitatges
El 2007 hi havia 395 habitatges, 298 eren l'habitatge principal de la família, 79 eren segones residències i 17 estaven desocupats. 383 eren cases i 10 eren apartaments. Dels 298 habitatges principals, 246 estaven ocupats pels seus propietaris, 42 estaven llogats i ocupats pels llogaters i 10 estaven cedits a títol gratuït; 2 tenien una cambra, 11 en tenien dues, 48 en tenien tres, 92 en tenien quatre i 145 en tenien cinc o més. 269 habitatges disposaven pel capbaix d'una plaça de pàrquing. A 131 habitatges hi havia un automòbil i a 145 n'hi havia dos o més.

### Piràmide de població
La piràmide de població per edats i sexe el 2009 era:
| Homes | Edats   | Dones |
| ----- | ------- | ----- |
| 0     | 95 o +  | 0     |
| 0     | 90 a 94 | 8     |
| 0     | 85 a 89 | 8     |
| 4     | 80 a 84 | 4     |
| 8     | 75 a 79 | 20    |
| 20    | 70 a 74 | 12    |
| 24    | 65 a 69 | 12    |
| 8     | 60 a 64 | 20    |
| 20    | 55 a 59 | 8     |
| 36    | 50 a 54 | 12    |
| 8     | 45 a 49 | 32    |
| 24    | 40 a 44 | 24    |
| 32    | 35 a 39 | 28    |
| 24    | 30 a 34 | 20    |
| 16    | 25 a 29 | 16    |
| 8     | 20 a 24 | 8     |
| 8     | 15 a 19 | 8     |
| 20    | 10 a 14 | 24    |
| 44    | 5 a 9   | 28    |
| 20    | 0 a 4   | 12    |

## Economia
El 2007 la població en edat de treballar era de 438 persones, 315 eren actives i 123 eren inactives. De les 315 persones actives 283 estaven ocupades (163 homes i 120 dones) i 32 estaven aturades (10 homes i 22 dones). De les 123 persones inactives 47 estaven jubilades, 33 estaven estudiant i 43 estaven classificades com a «altres inactius».

### Ingressos
El 2009 a Chambon-la-Forêt hi havia 332 unitats fiscals que integraven 849 persones, la mediana anual d'ingressos fiscals per persona era de 18.729 €.

### Activitats econòmiques
Dels 28 establiments que hi havia el 2007, 3 eren d'empreses alimentàries, 1 d'una empresa de fabricació d'altres productes industrials, 6 d'empreses de construcció, 6 d'empreses de comerç i reparació d'automòbils, 1 d'una empresa de transport, 4 d'empreses d'hostatgeria i restauració, 5 d'empreses immobiliàries, 1 d'una empresa de serveis i 1 d'una entitat de l'administració pública.
Dels 7 establiments de servei als particulars que hi havia el 2009, 1 era un taller de reparació d'automòbils i de material agrícola, 2 paletes, 1 fusteria, 2 electricistes i 1 restaurant.
Dels 3 establiments comercials que hi havia el 2009, 1 era una botiga de més de 120 m², 1 una botiga de menys de 120 m² i 1 una fleca.
L'any 2000 a Chambon-la-Forêt hi havia 8 explotacions agrícoles que ocupaven un total de 159 hectàrees.

## Equipaments sanitaris i escolars
El 2009 hi havia una escola maternal integrada dins d'un grup escolar amb les comunes properes formant una escola dispersa.

## Poblacions més properes
El següent diagrama mostra les poblacions més properes.